# Kostel Panny Marie Sedmibolestné (Petržalka)
Kostel Sedmibolestné Panny Marie je římskokatolický kostel v městské části Bratislava-Petržalka na Betliarské ulici č. 3. Patří k novějším stavbám, před jeho posvěcením se mše sloužily v blízkém kulturním domě. Kostel byl postaven z milodarů věřících a arcibiskupského úřadu v Trnavě. Dnes do farnosti patří i několik škol.

## Okolí
Farní areál zahrnuje také hřiště pro míčové hry. K farnosti patří i kaple v nemocnici Svatého Cyrila a Metoděje (Antolská). Kostelík se nachází v okolí pěkné přírody (jezero Veľký Draždiak).
Zajímavostí je, že stojí vedle supermarketu. Během výstavby supermarketu se ze stran farníků kostela ozývaly mnohé protesty. Nakonec byla uzavřena dohoda, že daný supermarket bude mít v neděli zavřeno.

## Historie
- 15. září 2001 - byla farnost zřízena dekretem Arcibiskupského Úřadu v Trnavě
- 22. prosinec 2001 - posvěcení kostela
- 18. duben 2002 - začaly se sloužit dětské sv. mše
- 29. duben 2002 - začaly se sloužit mládežnické sv. mše
- 1. červenec 2002 - byla zřízena na farním úřadě křesťanská psychologická poradna
- 28. červenec 2002 - posvěcení zvonů